# Yvonne Monlaur
Yvonne-Monlaur (nascida Yvonne-Thérèse-Marie-Camille Bédat de Monlaur; Pau,15 de dezembro de 1939 — Paris, França, 18 de abril de 2017), foi uma atriz de cinema francesa do final dos anos 1950 e 1960 mais conhecida por seus papéis nos filmes de terror Hammer .

## Primeiros anos
Yvonne Monlaur nasceu em Paris, na França.  Seu pai, Pierre Bédat Monlaur, era um poeta, descendente da família comital francesa de d'Escoubès de Monlaur; sua mãe era uma dançarina de balé.Quando criança, estudou balé e, na adolescência, era modelo.

## Carreira
Monlaur estrelou o filme italiano "Three Strangers" de 1958, em Roma , que foi um dos primeiros filmes de Claudia Cardinale , e em 1960, o filme Circus of Horrors, ao lado de atores proeminentes em filmes britânicos como Anton Diffring e Donald Pleasence. Em 1960, ela também estrelou o filme de terror "The Brides of Dracula"  de Hammer, ao lado de outros atores britânicos notáveis do ano, Peter Cushing e Freda Jackson, e em ''The Terror of the Tongs'' (1961), com Christopher Lee .
Yvonne Monlaur protagonizou o papel de Domino Derval no filme Thunderball de James Bond, de 1965.O papel eventualmente foi para outra atriz francesa, Claudine Auger .

## Anos depois
Depois de trabalhar em vários filmes alemães e italianos, Monlaur deixou o cinema e retornou a Paris. Ela participou de algumas convenções de cinema, que incluíram homenagens ao seu tempo trabalhando nos filmes do Hammer.

## Morte
Yvonne Monlaur morreu em Paris, França, em 18 de abril de 2017,aos 77 anos, deixando seu filho Alexis.

## Filmografia
| Ano  | Personagem        | Filme                        | Diretor                   |
| ---- | ----------------- | ---------------------------- | ------------------------- |
| 1955 | Figurante         | Thirteen at the Table        | André Hunebelle           |
| 1956 | Janine            | Mannequins de Paris          | André Hunebelle           |
| 1956 | Gyptis            | Honoré de Marseille          | Maurice Régamey           |
| 1957 | Figurante         | Amores de Colegiais          | André Hunebelle           |
| 1957 | Nadine            | Les Lavandiéres du Portugal  | Pierre Gaspard-Huit       |
| 1958 | Elvira            | Amore a prima vista          | Franco Rossi              |
| 1958 | Nanda Colombo     | 3 Straniere a Roma           | Claudio Gora              |
| 1958 | Nennella          | Non sono piú guaglione       | Domenico Paolella         |
| 1958 | Figurante         | Anche I´inferno trema        | Piero Regnoli             |
| 1959 | Yvonne            | Avventura a Capri            | Giuseppe Lipartiti        |
| 1959 | Anna              | Destinazione Sanremo         | Domenico Paolella         |
| 1959 | Marina            | Quel tesoro di papá          | Marino Girolami           |
| 1959 | Elena             | La cento chilometri          | Giulio Petroni            |
| 1959 | Sylvia            | Spavaldi e innamorati        | Giuseppe Vari             |
| 1960 | Yvette Dupres     | Inn for Trouble              | C. M. Pennington-Richards |
| 1960 | Nicole Vanet      | Circus of Horrors            | Sidney Hayers             |
| 1960 | Marianne Danielle | The Brides of Dracula        | Terence Fisher            |
| 1960 | Figurante         | It Started in Naples         | Melville Shavelson        |
| 1961 | Lee               | The Terror of the Tongs      | Anthony Bushell           |
| 1961 | Rosalina Merletti | Gerarchi si muore            | Giorgio Simonelli         |
| 1962 | Arica Mageiras    | Hawk of the Caribbean        | Piero Regnoli             |
| 1962 | Suzanne           | Time to Remember             | Charles Jarrott           |
| 1963 | Empregada         | Á cause, á cause d´une femme | Michel Deville            |
| 1963 | Nora Réviere      | Le Concerto de la Peur       | José Bénazéraf            |
| 1964 | Mireille          | Nick Carter va tout casser   | Henri Decoin              |
| 1965 | Françoise         | Heaven on One´s Head         | Yves Caimpi               |
| 1965 | Muriel            | Mission to Caracas           | Raoul André               |
| 1966 | Violet            | Die Rechnung                 | Helmut Ashley             |